# Danish Distillers
Danish Distillers (дат. Det Danske Spiritus Kompagni, также известная как De Danske Spritfabrikker) — компания, базировавшаяся в Ольборге, Дания. С 2013 года компания принадлежит норвежской группе Arcus. Чтобы избежать монопольного положения на датском рынке, Arcus был вынужден продать бренд Brøndums Snaps. Этот бренд был приобретён финским производителем спиртных напитков Altia. В 2021 году бренды не были объединены, когда Arcus и Altia слились в группу Anora, поскольку Altia продала Brøndums компании Galatea до слияния.
Компания известна своими аквавитами Aalborg и биттером Gammel Dansk. Она была основана в 1881 году Карлом Фредериком Тьетгеном. Завод расположен к западу от моста через Лимфьорд. Завод, построенный в 1931 году, был спроектирован в неоклассическом стиле архитектором Альфом Кок-Клаусеном и в настоящее время является объектом датского национального наследия. Завод в Ольборге был закрыт в апреле 2015 года, когда производство было перенесено в Норвегию.